# Kölnmitteltor

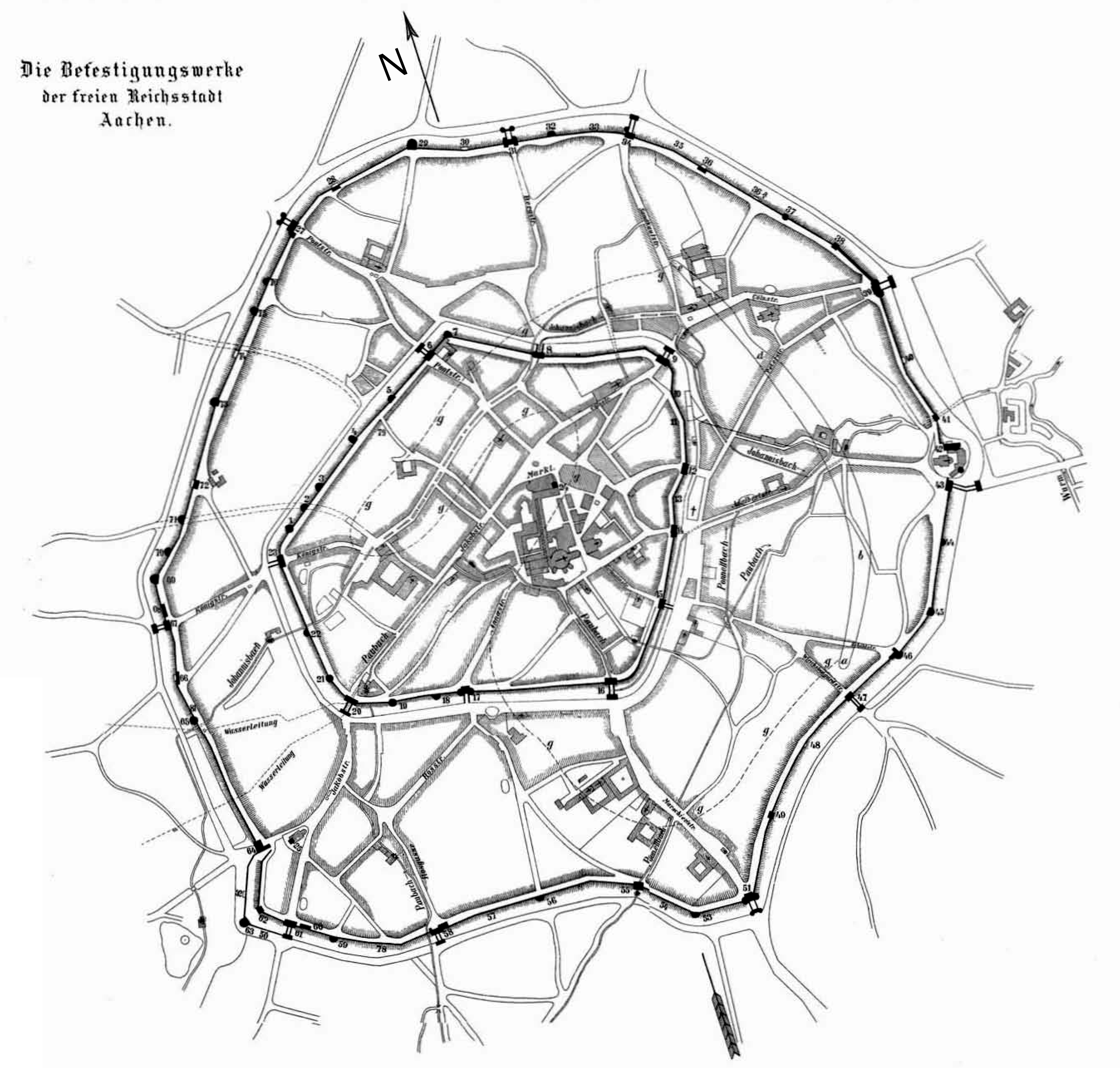
Nr. 9 = Das Kölnmitteltor; Grafik von Carl Rhoen:

Das Kölnmitteltor war eines der Haupttore in der inneren Stadtmauer Aachens, die auch den Namen innerer Ring, erste Mauer oder Barbarossa-Mauer trägt. Diese wurde auf Veranlassung des Kaisers Friedrich I. zwischen 1171 und 1175 errichtet und verlief etwa dort, wo noch heute der innere Ring der Stadt Aachen entlangführt. Das Kölnmitteltor ist nicht mehr erhalten.

## Geschichte
Wie viele Tore der inneren Stadtmauer erhielt auch das vorerst „Kölntor“ genannte Bauwerk seinen Zusatz „mittel“ erst später, um eine Verwechslung mit dem um 1320 in der äußeren Stadtmauer fertiggestellten neuen Kölntor zu vermeiden.
Es ist überliefert, dass das Kölnmitteltor unmittelbar nach der Erbauung des Sandkaultors an der äußeren Stadtmauer abgerissen wurde.

## Bauweise
Das Kölnmitteltor war das größte Tor der inneren Mauer und war mit Barbakanen versehen.

## Lage

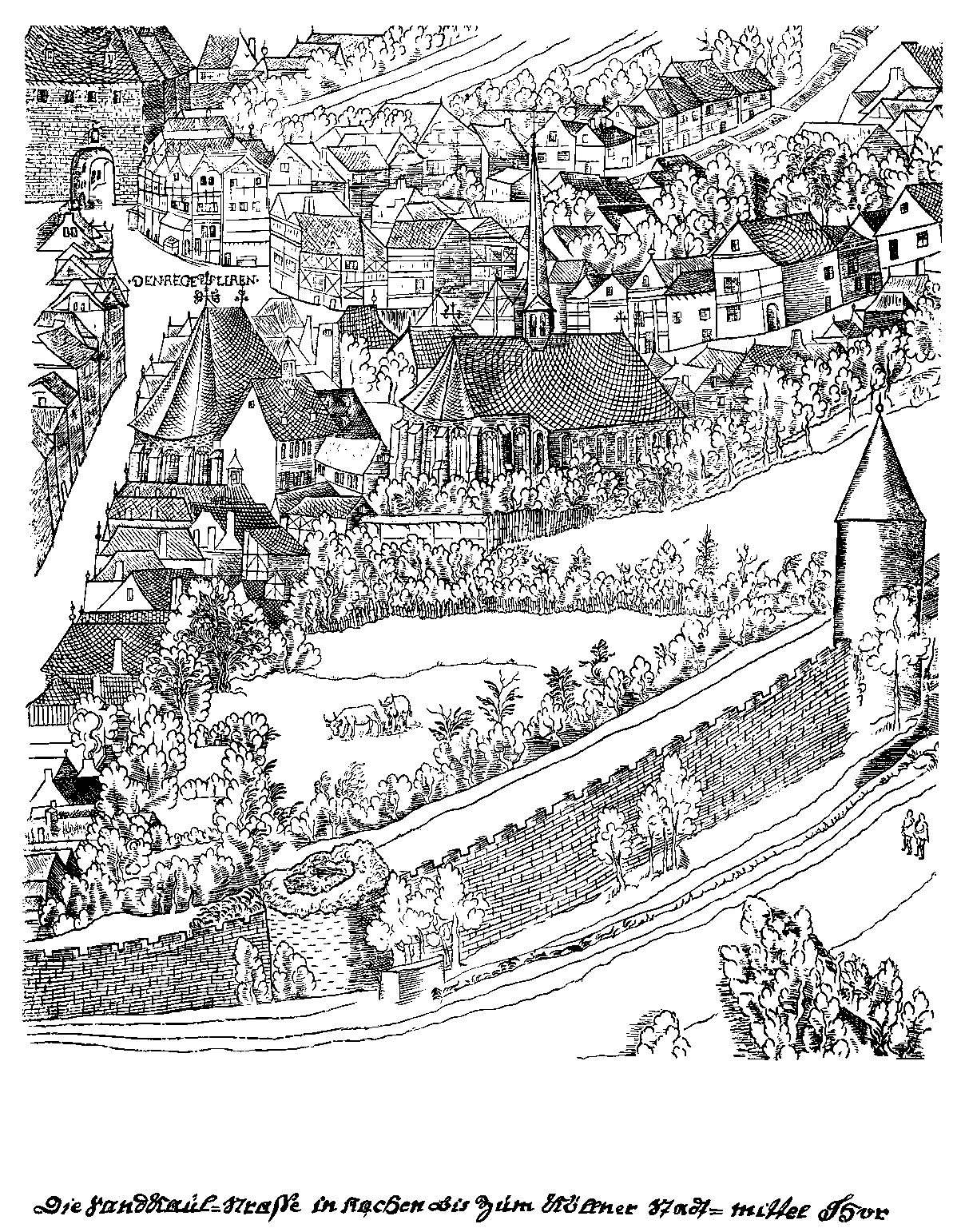
Die Sandkaulstraße in Aachen bis zum Kölnmitteltor (hinten links) um 1566

Das Kölnmitteltor befand sich im Aachener Nordosten in der sog. Barbarossa-Mauer zwischen dem Besterdertor und dem Neutor, genauer dort, wo heute Großkölnstraße und Mefferdatisstraße aufeinandertreffen. Zur damaligen Zeit trafen am Kölnmitteltor die Straße Richtung Xanten auf die Straße nach Köln.
Der Name des Tores resultiert aus der Lage, wonach Reisende aus Köln die Stadt durch das Kölnmitteltor betraten.

## Sonstiges

### Umfeld
Vor dem Kölnmitteltor lag im 13. Jahrhundert das Martinshospital (hospitale pauperum extra muros), das vornehmlich als Pilgerherberge gedient haben soll. Dieses wurde im Jahr 1336 auf den Radermarkt (heute Münsterplatz) verlegt und soll dabei das Siegel und das Vermögen des Hospitals am Kölnmitteltor übernommen haben.
Unter Öcher Bend versteht man in Aachen einen Jahrmarkt. Bereits 1413 wird die Wiese hinter dem Kölnmitteltor, auch „Cöllerporz“, als „Bent“ erwähnt. Dort fand der Bend sechzig Jahre lang statt. Als im 17. Jahrhundert an dieser Stelle eine neue Kurpromenade angelegt wurde, zog man mit „Buden“, „Sensationen und Attraktionen“ zum Seilgraben, dem Bergdriesch und dem Pontdriesch um.
In den Jahren vor 1652 besaß Johannes Lodderbein, Hufschmied, eine Schmiede am Kölnmitteltor.

### Sage
1278 soll Graf Wilhelm IV. von Jülich mit seinem Gefolge durch das Kölnmitteltor in Aachen eingedrungen sein, wo er bei einem anschließenden Kampf mit der Stadtbevölkerung getötet wurde. Das Ereignis wurde zur Grundlage für die Sage vom wehrhaften Schmied.